# Tuế nhỏ
Tuế nhỏ, tên khoa học Microcycas calocoma, là một loài thực vật hạt trần trong họ Zamiaceae. Loài này được (Miq.) A.DC. miêu tả khoa học đầu tiên năm 1868.